# Cova de Cala Pi
La cova de Cala Pi és una cova artificial prehistòrica situada en el costat dret de la desembocadura del torrent de Cala Pi, a la costa del migjorn del municipi de Llucmajor, Mallorca. La façana està formada per un mur talaiòtic, en el centre del qual hi ha un portal que té una característica molt singular: en la part interior del breu corredor que el segueix hi ha una llosa col·locada verticalment amb una perforació rectangular d'accés. També destaca en el mur de la cova, davant del portal, un gravat rupestre antropomorf estilitzat. Davant de la cova hi ha una esplanada en forma d'arc de cercle. La cambra tendria funcions de sepulcre col·lectiu.